# Platocoelotes lichuanensis
Platocoelotes lichuanensis là một loài nhện trong họ Amaurobiidae.
Loài này thuộc chi Platocoelotes. Platocoelotes lichuanensis được miêu tả năm 1998 bởi Jun Chen & Zhao.